# Verizon VIP Tour
A Verizon VIP Tour foi a primeira turnê da cantora e compositora norte-americana, Fergie em carreira solo, em suporte de seu álbum de estúdio solo de estreia, The Dutchess;
A turnê passou apenas pelos Estados Unidos, em 2007, para a divulgação do seu primeiro álbum solo, The Dutchess. Além disso, houve vários shows independentes ao redor do mundo.

## Especial:Motorola VIP Tour
A turnê passou por São Paulo Capital, no Brasil, no dia 13 de março de 2008, em um único e exclusivo show. As 500 primeiras pessoas que comprassem o Motorola U9 ganhava um par de ingressos para o show, que contou com celebridades convidadas. Um show no Chile também foi realizado.

## Shows de Abertura
- Rooney
- Ludacris

## Set List
'
- Intro
- Here I Come
- London Bridge
- Clumsy
- Big Girls Don't Cry
- BEP Medley
  - My Humps
  - Don't Lie
  - Hey Mama
  - Shut Up
  - Don't Phunk with My Heart
  - Where Is the Love?
- Pedestal
- All That I Got
- Voodoo Doll
- Mary Jane Shoes
- Barracuda
- Rehab (Amy Winehouse Cover)
- Glamorous
- Fergalicious
- Finally

'
- Intro
- Here I Come
- London Bridge
- Clumsy
- BEP Medley
  - My Humps
  - Don't Lie
  - Hey Mama
  - Shut Up
  - Don't Phunk with My Heart
  - Where Is the Love?
- Black Dog Led Zeppelin cover
- Barracuda Heart cover
- Glamorous
- Big Girls Don't Cry
- Fergalicious
- Finnaly

Fonte:

## Datas
| Estados Unidos       |               |                               |
| 8 de maio de 2007    | Seattle       | Franklin High School          |
| 21 de maio de 2007   | Pittsburg     | Byham Theater                 |
| 22 de maio de 2007   | Indianápolis  | Egyptian Room                 |
| 23 de maio de 2007   | Cleveland     | House of Blues                |
| 26 de maio de 2007   | Atlantic City | House of Blues                |
| 28 de maio de 2007   | Philadelphia  | Electric Factory              |
| 31 de maio de 2007   | Boca Raton    | Mizner Park Amphitheatre      |
| 1.º de junho de 2007 | Clearwater    | Ruth Eckerd Hall              |
| 2 de junho de 2007   | Atlanta       | The Tabernacle                |
| 5 de junho de 2007   | Houston       | Verizon Wireless Theater      |
| 6 de junho de 2007   | Dallas        | House of Blues                |
| 10 de junho de 2007  | Chicago       | House of Blues                |
| 11 de junho de 2007  | St. Louis     | The Pageant                   |
| 13 de junho de 2007  | Detroit       | State Theatre                 |
| 19 de junho de 2007  | Boston        | Avalon                        |
| 21 de junho de 2007  | Nova York     | Roseland Ballroom             |
| 17 de julho de 2007  | Anaheim       | House of Blues                |
| 18 de julho de 2007  | Los Angeles   | Wiltern Theatre               |
| 19 de julho de 2007  | Phoenix       | Dodge Theatre                 |
| 22 de julho de 2007  | Denver        | Fillmore Auditorium           |
| 24 de julho de 2007  | Portland      | Crystal Ballroom              |
| 27 de julho de 2007  | Stateline     | Harvey's Outdoor Amphitheater |
| 28 de julho de 2007  | Las Vegas     | Pearl Concert Theater         |

| Brasil              |           |             |
| 13 de março de 2008 | São Paulo | Via Funchal |
| Chile               |           |             |
| março de 2008       | ?         | -           |

Source:

### Box Office Score Data
| Estádio                       | Cidade     | Ingressos / Ingressos Vendidos | Renda    |
| ----------------------------- | ---------- | ------------------------------ | -------- |
| Mizner Park Amphitheatre      | Boca Raton | 3,220 / 3,220 (100%)           | $165,465 |
| Harvey's Outdoor Amphitheater | Stateline  | 5,920 / 5,920 (100%)           | $302,634 |
|                               | TOTAL      | 9,140 / 9,140 (100%)           | $468,099 |